# Svenska Handelskammaren i Tyskland

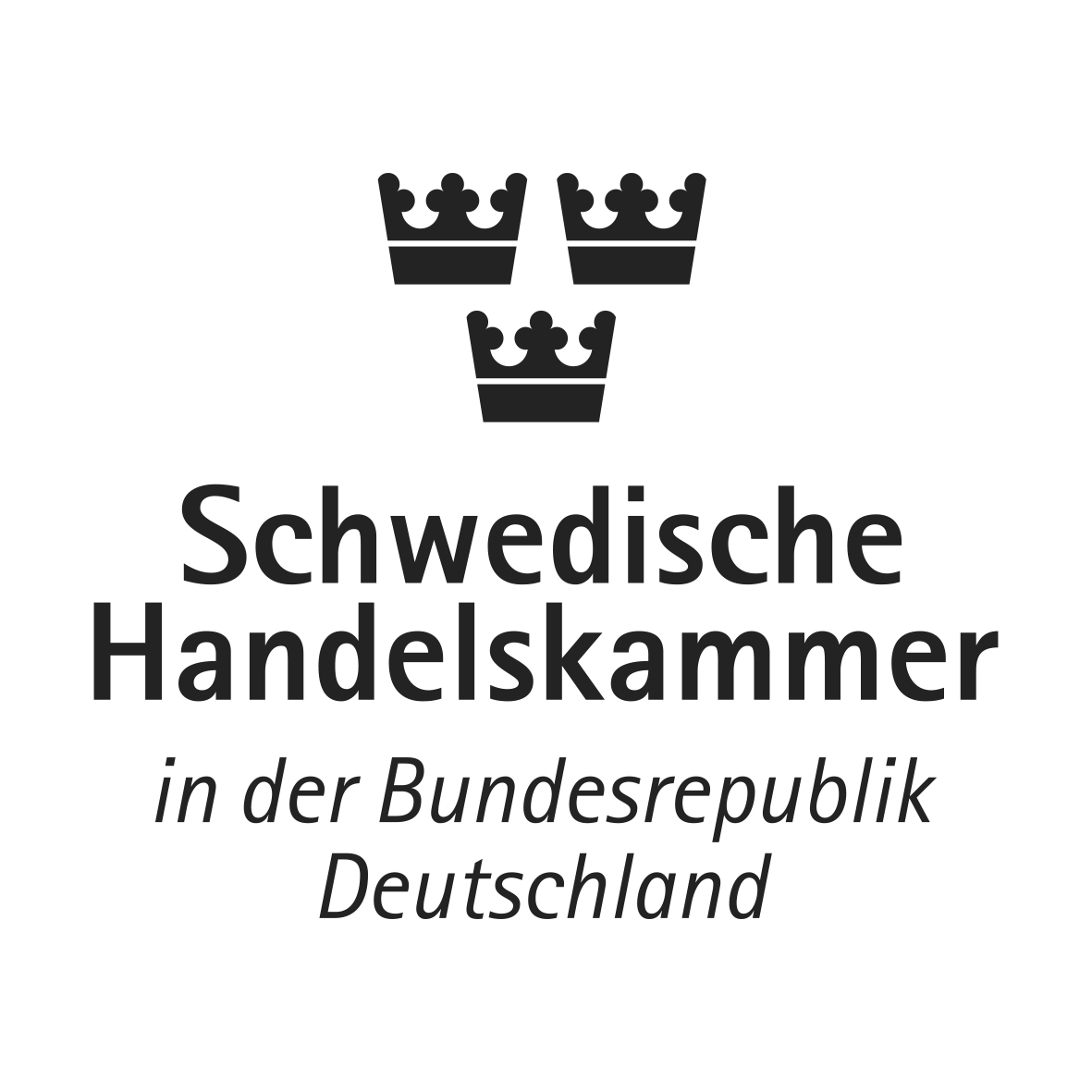
Svenska Handelskammarens logotyp

Svenska Handelskammaren i Tyskland (förkortat SHK, på tyska: Schwedische Handelskammer in der Bundesrepublik Deutschland) är en förening registrerad i det tyska föreningsregistret och en lobbyorganisation för det svenska näringslivet i Tyskland. SHK är inte att förväxla med den Tysk-svenska handelskammaren i Stockholm. 

## Historia
I början av året 1959 uttalades i "svenska kretsar önskan [...] om att skapa en nationell svensk institution i Düsseldorf för främjande av svensk export". Detta medförde att generalkonsul Ragnar Dyberg, i samarbete med tysk-svenska handelskammaren i Stockholm, utarbetade ett koncept som skulle leda till en ny, lokalt förankrad kammare, och den 26 juni 1959 grundades Svenska Handelskammaren i Förbundsrepubliken Tyskland på ett konstituerande möte i Stockholm. 
Vid tidpunkten för grundandet av Svenska Handelskammaren var generalkonsul Julius Hagander ställföreträdande ordförande. Ragnar Dyberg, vicekonsul Lars Frisk och direktör K.A. Hedin blev valda som styrelseledamöter, men avlöstes kort därefter av verkställande direktör Bo Lindnér och andre verkställande direktör Tore Falk. Svenska Handelskammaren påbörjade verksamheten officiellt 1 september 1959. Den 16 september samma år skrevs kammaren in i föreningsregistret vid Amtsgericht Düsseldorf.

## Verksamhet
Svenska Handelskammaren grundades 1959 i Düsseldorf som en medlemsorganisation för det svenska näringslivet i Tyskland. Medlem kan vara såväl företag som enskilda som vill påverka näringslivets förutsättningar. SHK:s kansli finns i Düsseldorf och leds av styrelseordförande Thomas Ryberg.
SHK:s syfte är att planera och genomföra events för medlemmar och intressenter. Dessa events kan delas upp i nationella och regionala events. De nationella evenemangen (årsstämma och prisutdelning av Svenska företagspriset i Tyskland) arrangeras av SHK själv. De regionala evenemangen arrangeras av kammarens regiongrupper.
Handelskammaren erbjuder också rådgivning och hjälp för att stödja etablering av svenska företag i Tyskland.

## Medlemskap
Det finns fyra olika medlemskategorier inom SHK:
- Hedersmedlemmar (utses av styrelsen)
- Ordinarie medlemmar (Juridisk person)
- Personligt medlemskap (Privatpersoner)
- Junior Chamber Club (Privatpersoner till och med 36 år)

Anställda vid företagen blir automatiskt anslutna som medlemmar i Svenska Handelskammaren när ett företag blir medlem.
Till de största medlemmarna i Kammaren hör Vattenfall Europe Generation AG, IKEA Deutschland GmbH och Sandvik Holding GmbH.

### Junior Chamber Club
Junior Chamber Club (JCC) är ett "nätverk inom nätverket" för åldrarna upp till 36 år i Svenska Handelskammaren i Tyskland. Här möts Young Professionals – unga svenskar som studerar eller jobbar i Tyskland, eller unga yrkesverksamma med andra nationaliteter som har någon anknytning till Sverige. JCC finns representerade i Svenska Handelskammarens styrelse.

### Styrelse och presidium
SHK har en styrelse som består av 19 personer (av vilka hälften väljs om varje år) och ett presidium som består av en president, tre vice presidenter och två presidiemedlemmar. De sex presidiemedlemmarna ansvarar var och en för ett arbetsområde inom kategorierna ekonomi, strategi, medlemserbjudande, medlemsrekrytering, kommunikation samt event och regionalgrupper.

### Kammarens beskyddare
Sedan 2015 är den svenska Kronprinsessan Victoria beskyddare av Svenska Handelskammaren i Tyskland. Kronprinsessan har sedan tidigare varit involverad i vissa av handelskammarens uppdrag. År 2003 delades Svenska företagspriset för första gången ut av Kronprinsessan, detta i samarbete med Svenska Handelskammaren i Tyskland, Business Sweden samt Sveriges ambassad i Berlin.

## Svenska företagspriset
Sedan 2003 delas Svenska Företagspriset i Tyskland ut av Svenska Handelskammaren, Business Sweden och Sveriges ambassad i Berlin. Alla svenska företag som framgångsrikt etablerat sig på den tyska marknaden har möjlighet att skicka in en ansökan. Priset delas ut i tre kategorier: stora företag, mellanstora företag och newcomer på den tyska marknaden.

### 1959 års medlemmar
- Skogsindustrierna (Stockholm, Sverige)
- SKF GmbH (Schweinfurt, Tyskland)
- Skandinaviska Enskilda Banken (Stockholm, Sverige)
- Scania AB (Södertälje, Sverige)
- Scandinavian Airlines System Direktion Deutschland (Frankfurt am Main,Tyskland)
- Sandvik Holding GmbH (Düsseldorf, Tyskland)
- Messe Frankfurt GmbH (Frankfurt am Main, Tyskland)
- LKAB Schwedenerz GmbH (Essen, Tyskland)
- Böhler-Uddeholm Deutschland GmbH (Düsseldorf, Tyskland)
- Atlas Copco Holding GmbH (Essen, Tyskland)
- Alfa Laval AB (Lund, Sverige)[10]

### 50 år i Tyskland
År 2009 firade Svenska Handelskammaren 50-årsjubileum. Bland annat närvarade det svenska kungaparet.